# Valle de Bravo
Valle de Bravoⓘ – miasto w Meksyku, w stanie Meksyk.